# Grup de luptă al Uniunii Europene
Grupul de luptă al UE (în engleză EU Battle Group, EUBG) este o unitate militară aderentă Politicii de Securitate și Apărare Comună (PSAC, în engleză CSDP) care este o componentă esențială a  politicii externe și de securitate comună (PESC, în engleză CFSP) a Uniunii Europene (UE). Deseori bazat pe contribuțiile la o coaliție de state membre, fiecare dintre cele optsprezece grupuri de luptă constă într-un batalion (1500 militari), întărit cu elemente de sprijin de luptă. Grupurile fac prin rotație în mod activ, astfel că două sunt gata pentru desfășurare în orice moment. Forțele sunt sub controlul direct unanim al Consiliului European (șefii de stat, sau de multe ori șefii de guvern din țările în care șeful statului este în mare măsură o poziție simbolică, ale statelor membre) ale Uniunii Europene (UE).
Grupurile de luptă au atins capacitatea maximă pe 1 ianuarie 2007. Acestea se bazează pe misiuni ad-hoc existente pe care Uniunea Europeană (UE) le-a întreprins și a fost descrisă de unii ca o nouă „armată permanentă” pentru Europa. Trupele și echipament sunt aduse de statele membre ale UE în cadrul unei „națiuni lider”. În 2004, atunci Secretarul General al Organizației Națiunilor Unite, Kofi Annan, a salutat planurile și a subliniat valoarea și importanța Grupurilor de luptă în ajutorarea ONU în zonele cu probleme.